# ATP Challenger Crans-Montana
Der ATP Challenger Crans-Montana (offiziell: Crans-Montana Challenger) war ein Tennisturnier, das 1988 einmal in Crans-Montana, der Schweiz, stattfand. Es gehörte zur ATP Challenger Tour und wurde im Freien auf Sand gespielt.

## Liste der Sieger

### Einzel
| Jahr | Sieger          | Finalgegner          | Ergebnis      |
| ---- | --------------- | -------------------- | ------------- |
| 1988 | Guillermo Rivas | Lars-Anders Wahlgren | 1:6, 6:3, 6:4 |

### Doppel
| Jahr | Sieger                              | Finalgegner                | Ergebnis |
| ---- | ----------------------------------- | -------------------------- | -------- |
| 1988 | Peter Svensson Lars-Anders Wahlgren | Conny Falk Stefan Svensson | 6:4, 6:4 |